# Józef Rybak (samorządowiec)
Józef Rybak, lit. Josif Rybak (ur. 17 lutego 1960 w Solecznikach) – litewski samorządowiec i przedsiębiorca, działacz mniejszości polskiej na Litwie, mer rejonu solecznickiego w latach 1995–2003.

## Życiorys
W 1983 ukończył studia polonistyczne w Wileńskim Instytucie Pedagogicznym. W 2007 został absolwentem studiów prawniczych na Uniwersytecie Michała Römera w Wilnie.
W latach 1983–1987 pracował jako dyrektor szkół w Wersoce i Koleśnikach w rejonie solecznickim. Od 1987 był naczelnikiem wydziału kultury rejonowego komitetu wykonawczego, a od 1990 do 1991 sekretarzem zarządu rejonu solecznickiego. W latach 1991–1995 był dyrektorem ds. komercyjnych spółki "Gasčionys".
W latach 1995, 1997 i 2000 był wybierany do rady rejonu solecznickiego z listy Akcji Wyborczej Polaków na Litwie. Odnowił mandat w 2003, 2007, 2011 i 2015, ale zrezygnował z zasiadania w radzie. Od 1995 do 2003 pełnił funkcję mera rejonu. Od 2003 jest zastępcą dyrektora administracyjnego samorządu rejonu solecznickiego. Od 2014 jest dyrektorem administracji.
Należy do Związku Polaków na Litwie.
W 1999 został odznaczony Krzyżem Kawalerskim Orderu Zasługi Rzeczypospolitej Polskiej.